# Cerro Piedras de Afilar
Der Cerro Piedras de Afilar ist ein kleiner Berg in Uruguay.
Er liegt im Departamento Canelones westnordwestlich von Piedras de Afilar und nördlich von dem an der Küste des Río de la Plata gelegenen San Luis. Der Punkt seiner höchsten Erhebung misst 103 Meter. Am Cerro Piedras de Afilar entspringt der Arroyo del Bagre.